# Arthez-d’Armagnac
Arthez-d’Armagnac ist eine französische Gemeinde mit 92 Einwohnern (Stand 1. Januar 2022) im Département Landes in der Region Nouvelle-Aquitaine (vor 2016: Aquitanien). Die Gemeinde gehört zum Arrondissement Mont-de-Marsan und zum Kanton Adour Armagnac (bis 2015: Kanton Villeneuve-de-Marsan).
Der Name in der gascognischen Sprache lautet Artés d’Armanhac. Der ursprüngliche Name der Gemeinde lautet Artés-Gaston und führt zurück auf Jeanne d’Artois (* 1289; † nach 1350), ihrem Ehemann Gaston I. (1287–1315) und ihrem Sohn  Gaston II. (1308–1343), genannt der Tapfere. Seit 1895 wird „d’Armagnac“ am Namen angefügt.
Die Einwohner werden Arthéziens und Arthéziennes genannt.

## Geographie
Arthez-d’Armagnac liegt ca. 20 km östlich von Mont-de-Marsan in der historischen Provinz Armagnac in der Gascogne an der östlichen Grenze zum benachbarten Département Gers.
Umgeben wird Arthez-d’Armagnac von den Nachbargemeinden:
|                      | Le Frêche                                   |                     |
| Villeneuve-de-Marsan | Kompassrose, die auf Nachbargemeinden zeigt | Lannemaignan (Gers) |
|                      | Perquie                                     | Montégut            |

Arthez-d’Armagnac liegt im Einzugsgebiet des Flusses Adour.
Der Midou fließt an der nördlichen Grenze zur Nachbargemeinde Le Frêche und teilweise zur Nachbargemeinde Villeneuve-de-Marsan entlang. Nebenflüsse des Midou durchqueren das Gebiet der Gemeinde,
- der Ruisseau du Frêche und
- der Ruisseau de la Gaube mit seinem Zufluss,
  - dem Ruisseau de Hartaou, der in Arthez-d’Armagnac entspringt.[5]

## Geschichte
Aus strategischen, politischen, ökonomischen und demografischen Gründen wurden im 13. und 14. Jahrhundert im Zusammenhang mit der Rivalität des Königreichs England und der französischen Territorien in den Landes Bastiden wie Arthez-d’Armagnac errichtet. Die Gemeinde wurde 1319 als ein Akt des Paragiums zwischen Jeanne d’Artois und dem Grundherrn Arnaud d’Ognoas gegründet. Jeanne bietet Schutz und Arnaud seinen Grundbesitz, dessen Einnahmen zwischen den beiden Grundherrn aufgeteilt wurden. Wie zahlreiche andere Bastide im Südwesten, so litt auch Arthez-d’Armagnac in der Folgezeit unter den Folgen des Hundertjährigen Krieges und der Hugenottenkriege.

### Einwohnerentwicklung
Nach einem Höchststand der Einwohnerzahl von rund 495 in der ersten Hälfte des 19. Jahrhunderts reduzierte sich die Zahl bei mehreren kurzen Erholungsphasen bis zu den 1990er Jahren auf rund 95 Einwohnern, bevor die Größe der Gemeinde moderat zunahm.
| Jahr      | 1962 | 1968 | 1975 | 1982 | 1990 | 1999 | 2006 | 2010 | 2022 |
| --------- | ---- | ---- | ---- | ---- | ---- | ---- | ---- | ---- | ---- |
| Einwohner | 230  | 205  | 179  | 142  | 93   | 102  | 119  | 120  | 92   |

## Sehenswürdigkeiten
- Pfarrkirche, geweiht Johannes dem Täufer. Sie wurde im Zuge der Gründung der Bastide im 14. Jahrhundert errichtet. Der Glockenturm aus Ziegelstein wurde im 15. Jahrhundert hinzugefügt. Aufgrund von Spuren von Schießscharten und anderen Öffnungen lässt sich vermuten, dass er auch als Wachtturm gedient hat. Wandmalereien des 14. und 16. Jahrhunderts bedecken die nördlichen Wände im Inneren.[7] Nach den Hugenottenkriegen, die im 16. Jahrhundert besonders die Kirchen in den Landes betroffen hatte, begann eine breite Phase des Wiederaufbaus. Vom 17. Jahrhundert an lag der Fokus auf die Verschönerung der Kirchengebäude, vor allem in Bezug auf die Eingangsportale. Die Pfarrkirche von Arthez-d’Armagnac konnte die aus Holz gefertigten Türflügel des Portals aus dem 18. Jahrhundert bewahren. Auf dem oberen Teil des linken Flügels wird Johannes der Täufer dargestellt, der einen Stock hält. Zu seinen Füßen nimmt ein Lamm Bezug auf den Tag, an dem er Jesus taufte, nachdem er ihn als Lamm Gottes bezeichnet hatte. Auf dem oberen Teil des rechten Türflügels ist ein nicht identifizierter Heiliger dargestellt, der eine Mitra trägt und ein doppeltes Kreuz hält. Auf dem mittleren Teil der Flügel springen Löwenköpfe hervor, die einen Ring im Maul halten, mit denen die Flügel aufgezogen werden können. Diese Art der Anfertigung der Türflügel ist bei rund zwanzig Kirchen rund um Mont-de-Marsan anzutreffen.[8] Zu Beginn des 19. Jahrhunderts fehlte Geld, um die Kirche zu pflegen und zu reparieren. Ihr Zustand verschlechterte sich und sie wurde angesichts der wachsenden Bevölkerung als zu klein angesehen. Aber Jacques Taurin Lormand, Grundherr von Ognoas und Tampouy, steuerte einen Teil seines Vermögens zur Erweiterung des Kirchengebäudes bei. Die Arbeiten wurden zwischen 1855 und 1858 durchgeführt. Die Kirche wurde um drei Meter aufgestockt, die südlichen und östlichen Außenwände erneuert und der Chor mit einem Kreuzrippengewölbe aus Ziegelsteinen gebaut. Ebenso wurde eine Sakristei um die Apsis herum angefügt. Im 19. Jahrhundert wurde der Eingangsvorbau um ein Geschoss aufgestockt, in dem heute das Rathaus untergebracht ist. Mit den ersten Gesetzen der Zweiten Französischen Republik mussten die französischen Gemeinden ihre Rathäuser einrichten. Oftmals wurde wie in diesem Fall aus finanziellen Gründen ein bereits vorhandener Bau einem kostspieligen Neubau vorgezogen. Der Chor der Kirche wurde mit einem Hauptaltar aus weißem Marmor und Verzierungen mit Goldauflagen ausgestattet. 1995 wurden Restaurierungsarbeiten durchgeführt, bei denen die Fresken des 14. und 16. Jahrhunderts frei gelegt wurden.[7][9][10]

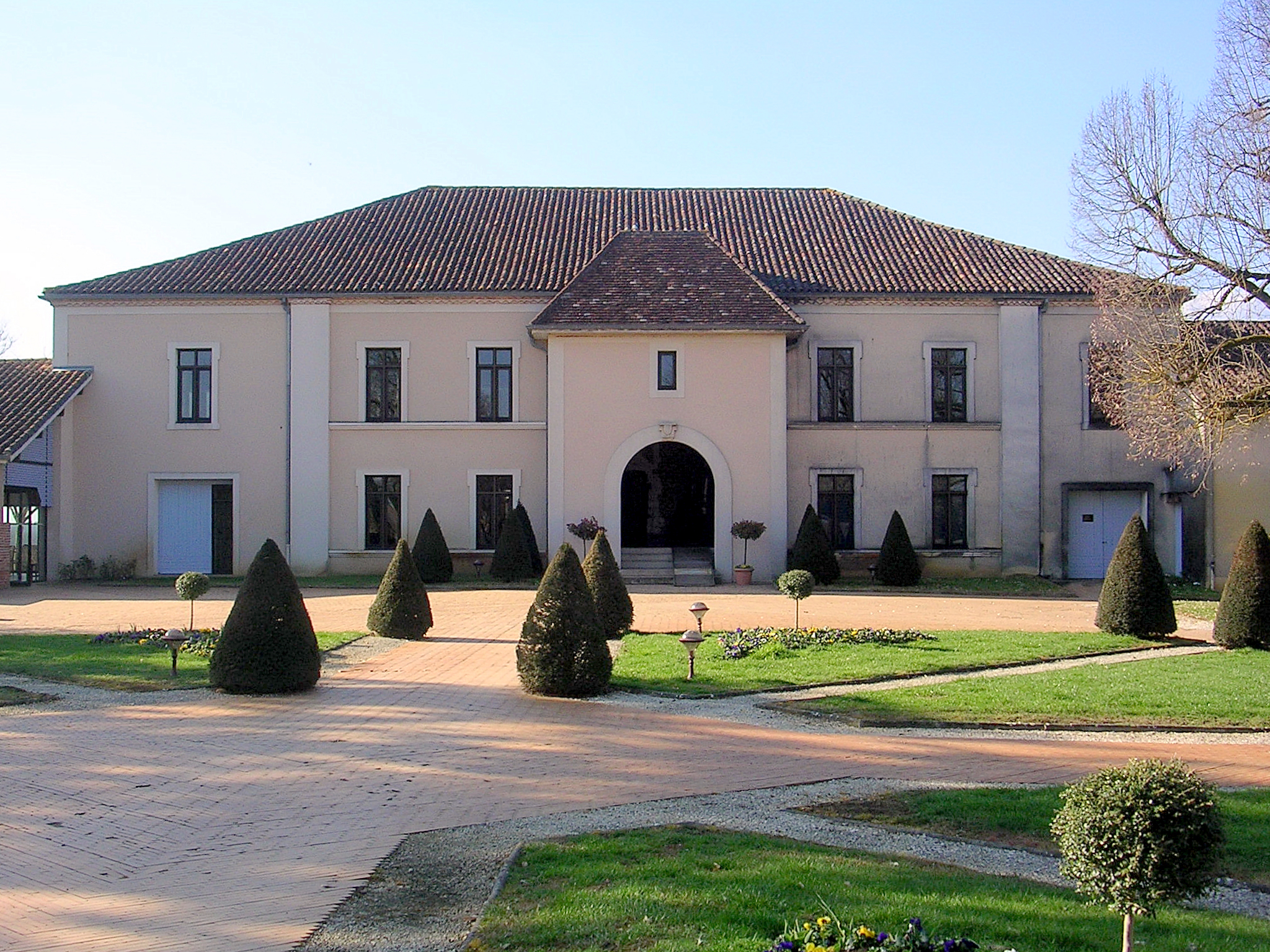
Landgut Ognoas

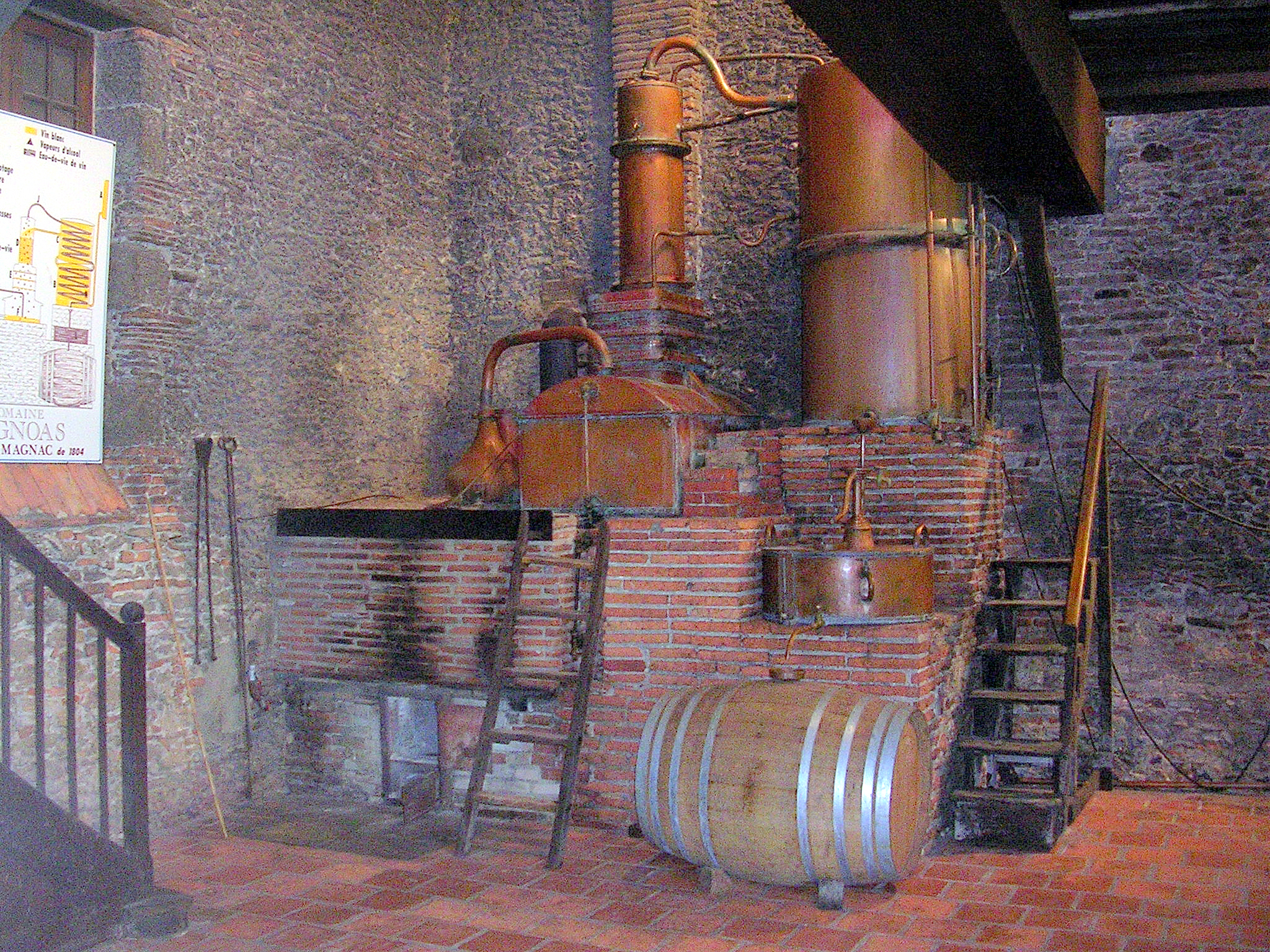
Alambic

- Landgut Ognoas. Die Grundherrschaft von Ognoas wurde vermutlich am Ende des 11. oder zu Beginn des 12. Jahrhunderts gegründet. Ein Festes Haus zur Sicherung sollte fortan existieren. Der Name Ognoas wurde 1262 mit dem Grundherrn Arnaud Bosquet d’Ognoas erstmals erwähnt. Die Grundherrschaft gelangte in der Folge in die Hände mehrerer Familien, von 1371 bis zum frühen 17. Jahrhunderts der Familie Aydie, anschließend Dufourcq und Filhot. Am Ende des 15. oder zu Beginn des 16. Jahrhunderts wurde das Haus umgestaltet. Vielleicht wurde ein rückwärtiger Gebäudetrakt angefügt und gleichzeitig ein Treppenturm an einer Ecke des Wohntrakt, von dem heute noch Reste zu erkennen sind. Die bürgerliche Familie Lormand aus Bayonne besaßen die Grundherrschaft von 1770 bis 1847, als Jacques Taurin Lormand ohne Nachkommen verstarb. Das Priesterseminar des Bistums Aire-sur-l’Adour erbte das Anwesen, das 1905 mit dem Gesetz über Trennung von Kirche und Staat seine Besitztümer an das Département übergeben musste. Das Anwesen wurde verwahrlost, das Gebäude geriet in einen schlechten Zustand oder zerfiel, als 1940 ein Programm der Instandsetzung der Gebäude durch die landwirtschaftlichen Dienste des Départements aufgelegt wurde. Der bisherige Bau wurde hierbei in einen Neubau integriert. 1986 führte die Architektin Annie Lardière-Dupouy einen vollständigen Umbau herbei. Ein Risalit wurde in die Mitte der vorderen Fassade angefügt, die Fensteröffnungen mit einer Symmetrie versehen und die Innenausstattung des Erdgeschosses geändert. Bei dem nördlichen Gebäudetrakt wurde die vordere Fassade des Spirituosenlagers restauriert und der Raum der Brennerei neugestaltet. Das lang gestreckte Gebäude südlich des Wohntrakts, genannt das Haus des Bischofs, ist ein Bau des späten 19. Jahrhunderts. Das Anwesen erstreckt sich heute über 650 Hektar auf Gebieten der Gemeinden Arthez-d’Armagnac, Le Frêche, Lannemaignan und Villeneuve-de-Marsan. Es birgt eine landwirtschaftliche Versuchsanstalt und einen Alambic, der seit 1830 in Betrieb ist und der als der älteste der Gascogne zählt. Auf rund 50 Hektar wird Wein angebaut, Mais, Soja und Sonnenblumen auf mehr als 100 Hektar. Der Wald erstreckt sich auf rund 300 Hektar und liefert den Rohstoff für die Fässer für den Armagnac. Die Wassermühle de la Gaube und ein Spirituosenlager gehören dazu. Die Mühle befindet sich am Ufer des Sees der Gaube. Es handelt sich um ein zweigeschossiges Gebäude. Die unter Wasser liegende Ebene ist aus Werksteinen, die obere aus Ziegelsteinen gebaut und verputzt. Zwei horizontal gelagerte Wasserräder befinden sich unter der Mühle. Frühere Meiereien des Anwesens sind restauriert worden und können von Gästen gemietet werden. Der Alambic ist seit dem 20. Oktober 2006 als Monument historique klassifiziert. Das Landgut kann mit der Brennerei besichtigt und die Spirituosen können verkostet werden.[11][12][13][14][15]

## Wirtschaft und Infrastruktur

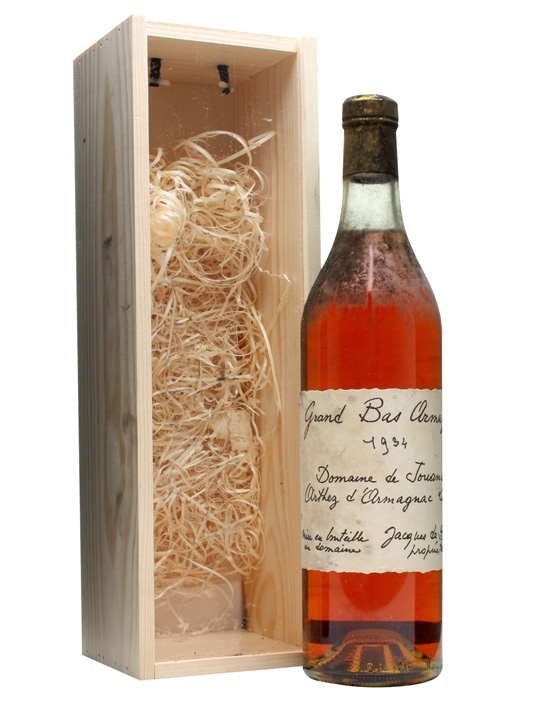
Bas-Armagnac der Domaine Jouanda

Arthez-d’Armagnac liegt in den Zonen AOC des Armagnac (Armagnac-Ténarèze, Bas Armagnac und Haut Armagnac), des Blanche-Armagnacs, und des Floc de Gascogne, eines Likörweins.

### Sport und Freizeit
- Vom Landgut Ognoas ist der See de la Gaube nicht weit entfernt, der u. a. von Graureihern besucht wird. Er lädt zum Besuch seines Arboretum oder zum Angeln ein.[18]

- Der grüne Weg (Voie verte) zwischen Gabarret und Mont-de-Marsan für Fußgänger, Radfahrer und Reiter führt auf einem kleinen Stück durch das nordwestliche Gemeindegebiet.[19]

### Verkehr
Arthez-d’Armagnac wird durchquert von den Routes départementales 101 und 354.